# Implant cohlear
Un implant cohlear (IC) este o proteză auditivă implantată chirurgical, care oferă o anumită capacitate de a auzi persoanelor cu o pierdere moderată până la profundă a auzului neurosenzorial. Combinat cu terapia, acesta poate îmbunătăți semnificativ înțelegerea vorbirii, atât în medii liniștite, cât și în cele zgomotoase. Prin ascultare zilnică și antrenament auditiv, implanturile cohleare le permit atât copiilor, cât și adulților să învețe să interpreteze semnalele sonore ca vorbirea și sunetul.
Procedura chirurgicală se efectuează sub anestezie generală. Riscurile asociate intervenției sunt minime, iar majoritatea pacienților pot fi externați în aceeași zi. Totuși, unele persoane vor avea amețeli și în cazuri rare, tinitus sau vânătăi ale nervului facial. Implantul cohlear înlocuiește auzul natural prin stimularea electrică directă a nervului auditiv. Este alcătuit din două componente principale. Componenta externă, se poartă în general în spatele urechii, dar poate fi atașată și de îmbrăcăminte, de exemplu, la copiii mici. Această componentă, numită procesorul de sunet, conține microfoane, componente electronice care includ cipuri de procesor de semnal digital (DSP), o baterie și o bobină care transmite un semnal către implant prin piele. Componenta interioară, implantul propriu-zis, include o bobină pentru recepționarea semnalelor, componente electronice și o serie de electrozi plasați în cohlee, care stimulează nervul cohlear.
De la primele implanturi, dezvoltate în anii 1970 și 1980, percepția vorbirii prin intermediul lor a crescut constant. Peste 200.000 de persoane din Statele Unite au avut un IC implantat în anul 2019. Mulți utilizatori de implanturi moderne dobândesc abilități rezonabile sau bune de auz și percepție a vorbirii după implantare, mai ales când sunt combinate cu citirea pe buze. Una dintre provocările care persistă în cazul acestor implanturi este faptul că abilitățile de auz și de înțelegere a vorbirii după implantare prezintă o gamă largă de variații între utilizatori. Factori precum vârsta implantării, implicarea părinților și nivelul de educație, durata și cauza pierderii auzului, modul în care este amplasat implantul în cohlee, starea generală de sănătate a nervului cohlear, dar și capacitățile individuale de reînvățare contribuie la această variație.